# Zügigkeit
Die Zügigkeit (englisch tack) bezeichnet in der Rheologie der Druckfarben den inneren Zug (Kohäsion), mit der sich eine Farbschicht ihrer Spaltung entgegensetzt. Die Zügigkeit ist gleich nach der Viskosität und noch vor der Elastizität die zweite für Druckvorgänge wesentliche rheologische Größe einer Druckfarbe. Im Gegensatz zur Klebrigkeit, bei der auch die Benetzung der Grenzflächenschicht (Adhäsion) betrachtet wird, bezeichnet die Zügigkeit nur eine innere Eigenschaft der Druckfarbe selbst und ist damit unabhängig von der Oberfläche, auf der die Farbe aufgetragen wird.

## Auswirkung
Die Kenntnis der Zügigkeit einer Druckfarbe ist notwendig, um das Verhalten in der Druckmaschine vorhersagen zu können.

### Nachteile hoher Zügigkeit
Da die Walzen bei hoher Zügigkeit mehr Kraft aufbringen müssen, um den Farbfilm zu spalten, wird dabei entsprechend mehr Energie in Wärme umgesetzt. Eine hohe Zügigkeit führt also zu einer stärkeren Erwärmung im Farbwerk. Der höhere Kraftaufwand beim Spalten der Farbschicht führt auch zu stärkeren Rupfkräften, die auf den Bedruckstoff ausgeübt werden. Die Neigung zum Herausrupfen von Fasern oder anderen Partikeln aus dem Bedruckstoff steigt entsprechend an.

### Nachteile geringer Zügigkeit
Die Farbe spaltet nicht so gut durch das Farbwerk. Mit guter Spaltung ist in diesem Zusammenhang eine Auftrennung in Schichten gleicher Dicke gemeint. Bei gleicher Einstellung wird bei geringerer Zügigkeit weniger Farbe im Werk transportiert. Die schlechtere Spaltung führt auch zu einem geringeren Farbübertrag vom Gummituch zum Bedruckstoff und wirkt auf diesem dadurch weniger farbstark. Die Bildung der Emulsion mit dem Wasser ist ungünstiger. Insgesamt wirkt das Druckbild mit einer zügigen Farbe schärfer. „Je zügiger die Farbe, desto spitzer druckt der Punkt.“ Für einen stabilen Druckvorgang mit hoher Qualität ist eine möglichst zügige Farbe vorteilhaft.

### Zusammenhang
Um zu verhindern, dass eine Farbe die vorher aufgetragene spaltet, muss beim Offsetdruck ohne Wasser eine genaue Abstufung der Zügigkeit der einzelnen Farben entsprechend ihrer Reihenfolge beachtet werden. Die Farbe im ersten Werk muss also immer die höchste Zügigkeit aufweisen, im nächsten Werk die nächstzügige usw. In konventionellen Offsetdruckmaschinen können Farbensätze mit identischer Zügigkeit verwendet werden. Durch den „nass-in-nass“ Zusammendruck erfolgt eine sprunghafte Erhöhung der Zügigkeit beim Übergang vom Emulgat zur reinen Farbe. Dieser Sprung stellt eine gute Farbannahme sicher. Wasser mit seinem geringen inneren Zusammenhalt bildet in der Emulsion Trennstellen zur Spaltung der Farbe.

## Bestimmung
Physikalisch bezeichnet die Zügigkeit eine Kraft pro Fläche und wird daher genau wie ein Druck in der SI-Einheit Pascal bzw. Newton pro Quadratmeter gemessen. Da der physikalisch genaue Messwert schwer bestimmbar und in der praktischen drucktechnischen Anwendung nicht nötig ist, haben sich Verfahren etabliert, die speziell auf die Bedürfnisse der Druckindustrie optimiert wurden und die Zügigkeit in herstellerabhängigen Skalen angeben.

### Maschinelle Bestimmung
Zur praxis- und prozessnahen Bestimmung der Zügigkeit entwickelte 1959 die in Amsterdam ansässige Rudolph Meijer's Drukinktfabriek N.V. das Tack-O-Scope. Dabei wird auf drei übereinanderliegenden Walzen eine bestimmte Menge der Farbe verteilt. Die Achse der obersten Walze ist mit Kraftaufnehmern verbunden. Durch den Widerstand beim Spalten der Farbschicht wird die Walze von der darunterliegenden in deren Laufrichtung mitgezogen. Die dabei gemessene Kraft wird vom Messgerät in eine herstellerabhängige Skala umgerechnet und ist auch abhängig von Prozessgrößen wie der Schichtdicke, der Temperatur und der Drehgeschwindigkeit. So kann beispielsweise der Inko-Tackomat der Fa. Prüfbau die Zügigkeit sowohl in 0–42 Inko als auch in 0–700 Tacko angeben. Entsprechend den beiden etablierten Verfahren wird neben dem Tack-O-Scope auch vom Inkometer gesprochen.

### Manuelle Abschätzung
Eine zügige Farbe wird umgangssprachlich auch als „lang“ bezeichnet, weil sie beim Spaltvorgang lange Fäden bildet. Entsprechend werden Farben mit geringer Zügigkeit auch als „kurz“ oder auch „butterig“ bezeichnet. Dieser Zusammenhang wird bei der „Fingerprobe“ als einfacher Test für die Zügigkeit genutzt. Dabei wird eine Farbprobe zwischen zwei Fingern auseinandergezogen und beobachtet, ab wann der sich bildende Faden reißt. Ein langer Faden ist ein Zeichen für eine hohe Zügigkeit. Beim mehrfachen Zusammendrücken und wieder Auseinanderziehen der Farbe erzeugt eine zügigere Farbe auch ein lauteres Schmatzgeräusch.

## Ursache und Einstellung
Die Zügigkeit einer Farbe wird im Wesentlichen durch das Bindemittel bestimmt. Im Gegensatz zur Viskosität, die als innere Reibung betrachtet werden kann, ist die Zügigkeit durch den Zusammenhalt der Moleküle gegeben. Durch geeignete Bindemittel lassen sich diese beiden rheologischen Größen nahezu unabhängig voneinander einstellen. Da der molekulare Zusammenhalt von der Größe (Langkettigkeit) der Moleküle und polaren Anteilen abhängt, ergeben Bindemittel aus kurzen unpolaren Molekülen nur eine geringe Zügigkeit. Werden beispielsweise langkettige Alkydharze verwendet, wird die Farbe zügiger.
Als Zügigkeitsreduzierer werden Druckhilfsmittel bezeichnet, mit denen die Zügigkeit einer Farbe verringert werden kann, ohne dabei die oxidative Trocknung ungünstig zu beeinflussen.